# Valesca Mayssa
Valesca Mayssa Barbosa da Silva (Ribeirão Preto, 24 de novembro de 1997) é uma cantora e compositora brasileira de música cristã contemporânea.

## Biografia
Nascida em Ribeirão Preto, no interior de São Paulo, Valesca se mudou com a família para Nova Iguaçu, na Baixada Fluminense, no Rio de Janeiro, quando tinha apenas 11 meses. Sua mãe, que era cantora e missionária, a influenciou no amor pela música. A decisão de seguir a carreira artística foi espiritual, segundo Valesca. Aos 15 anos, Valesca e sua família retornaram à sua cidade natal para ficarem mais próximos de outros parentes. Aos 10 anos aprendeu a tocar violão, e aos 12, compor suas próprias musicas. Em um passeio ao topo de um monte com seus pais e sua tia, Valesca se deparou com uma imensa árvore. Naquele momento, sua tia afirmou que Deus havia revelado que ela se tornaria grande como aquela árvore, com muitos frutos, simbolizando o sucesso e a realização que alcançaria em sua vida e carreira.

## Carreira
Valesca iniciou sua carreira musical com a canção Árvore Cortada, composta por ela, inspirada em uma revelação divina que, dois anos antes, prometera que ela cresceria e frutificaria. Lançada em junho de 2019, a música marcou sua estreia e alcançou mais de 200 milhões de visualizações no YouTube. Entre seus outros sucessos estão Eis-me Aqui, O Encontro, Dias de Guerra, Eu Sou Teu Pai e Boa Obra. Valesca Mayssa mudou-se para São Paulo em 2002 e, um ano depois, foi convidada para fazer parte do Ministério de Louvor da Igreja Batista da Lagoinha, onde ficou por cinco anos. Em 2023, estreou na Billboard Brasil Hot 100, com a versão ao vivo do single Eu Sou Teu Pai.

## Vida pessoal
Valesca Mayssa conheceu seu marido, Sidney Almeida, em 7 de abril de 2018, na cidade de Bagé, no Rio Grande do Sul. Na ocasião, ela estava cantando e ele pregando em um evento religioso. O encontro foi descrito pela cantora como "amor à primeira vista". Apesar da distância de 400 km entre as cidades onde moravam, o casal orou e conversou intensamente para confirmar seus sentimentos e planos para o futuro.
Em 7 de abril de 2019, iniciaram o namoro já com o propósito de casamento. Poucos meses depois, em 5 de setembro do mesmo ano, ela foi pedida em casamento. O casal escolheu a data de 7 de setembro de 2021 para oficializar a união, marcando simbolicamente a continuidade do significado especial que o dia 7 representa em sua história.

## Discografia
- De Janeiro A Dezembro (2021)[7]
- Valesca Mayssa - Acústico Volume 1 (2022) [8]
- Eis-Me Aqui (Ao vivo) (2023)[9]

## Prêmios e indicações
| Ano  | Prêmio                  | Categoria                        | Resultado | Ref.   |
| ---- | ----------------------- | -------------------------------- | --------- | ------ |
| 2021 | Troféu Gerando Salvação | Feat do Ano - "Dias de Guerra"   | Venceu    | [ 10 ] |
| 2021 | Troféu Gerando Salvação | Videoclipe - "Um Adorador"       | Indicada  | [ 11 ] |
| 2021 | Troféu Gerando Salvação | Música do Ano - "Boa Obra"       | Indicada  | [ 11 ] |
| 2024 | Troféu Gerando Salvação | Cantora do Ano                   | Venceu    | [ 12 ] |
| 2024 | Troféu Gerando Salvação | Música do Ano - "Eu Sou Teu Pai" | Venceu    | [ 12 ] |
| 2024 | Troféu Rede Gospel      | [ 13 ]                           | Venceu    |        |